# Breve
Breve ( ˘ ) este un semn diacritic (diacritică), în formă de căciulă, pus în limba română deasupra vocalei ă și în esperanto desupra lui u. Este folosit și în codul pronunției pentru a indica faptul că o vocală are un sunet scurt.
Codurile HTML/Unicode pentru aceste litere sunt:
| Description | Literă mare | Literă mare | Literă mică | Literă mică |
| Description | Literă      | HTML        | Literă      | HTML        |
| ----------- | ----------- | ----------- | ----------- | ----------- |
| A breve     | Ă           | &#258;      | ă           | &#259;      |
| U-breve     | Ŭ           | &#364;      | ŭ           | &#365;      |
|             | Ắ           | &#7854;     | ắ           | &#7855;     |
|             | Ằ           | &#7856;     | ằ           | &#7857;     |
|             | Ẳ           | &#7858;     | ẳ           | &#7859;     |
|             | Ẵ           | &#7860;     | ẵ           | &#7861;     |
|             | Ặ           | &#7862;     | ặ           | &#7863;     |

Ultimele coloane reprezintă litera Ă/ă cu respectiv accent acut, accent grav, accent cârlig, tildă și punct. Acestea sunt folosite în limba vietnameză.